# Rudi Lins

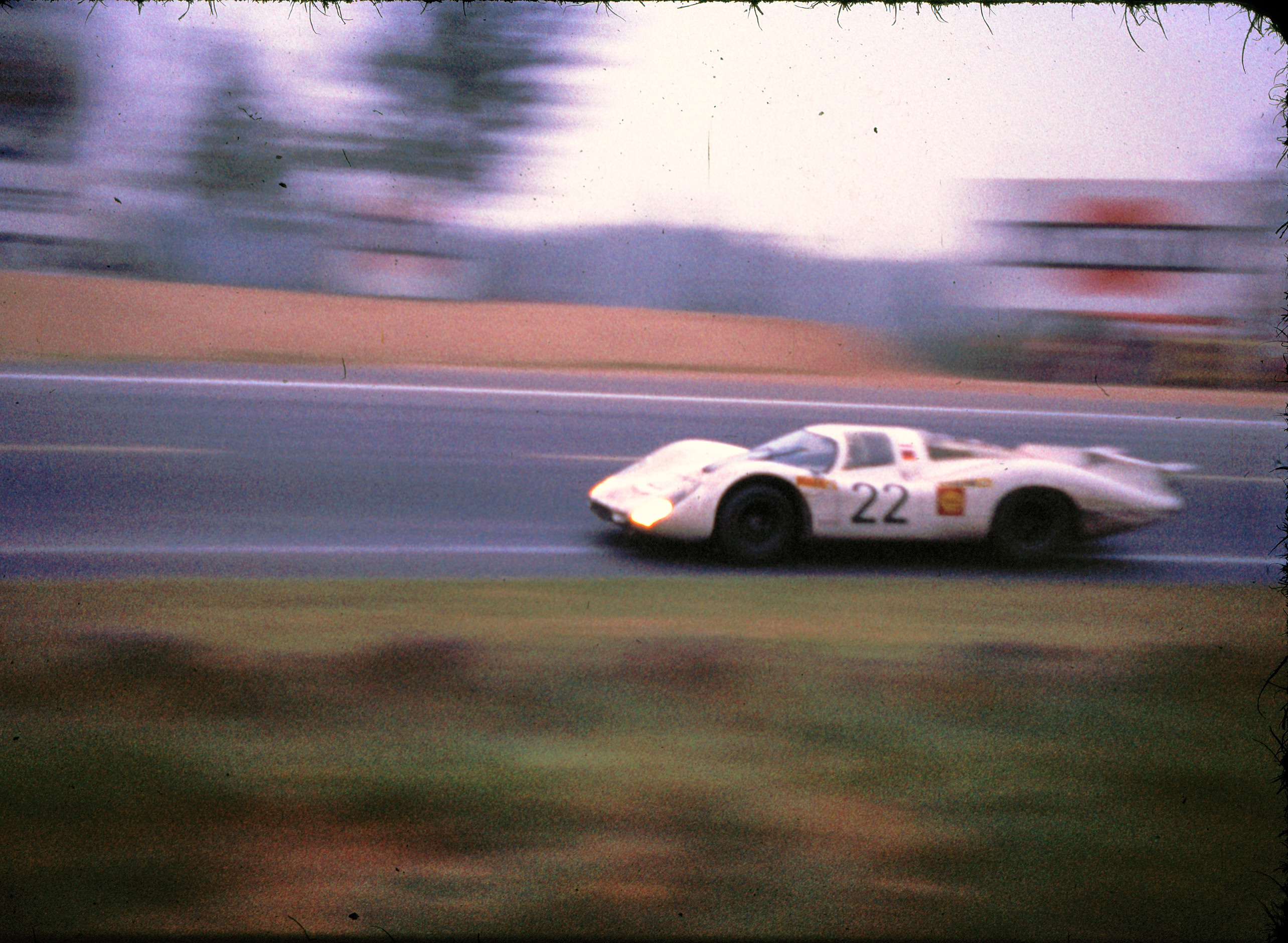
Rudi Lins im Porsche 908 Langheck beim 24-Stunden-Rennen von Le Mans 1969

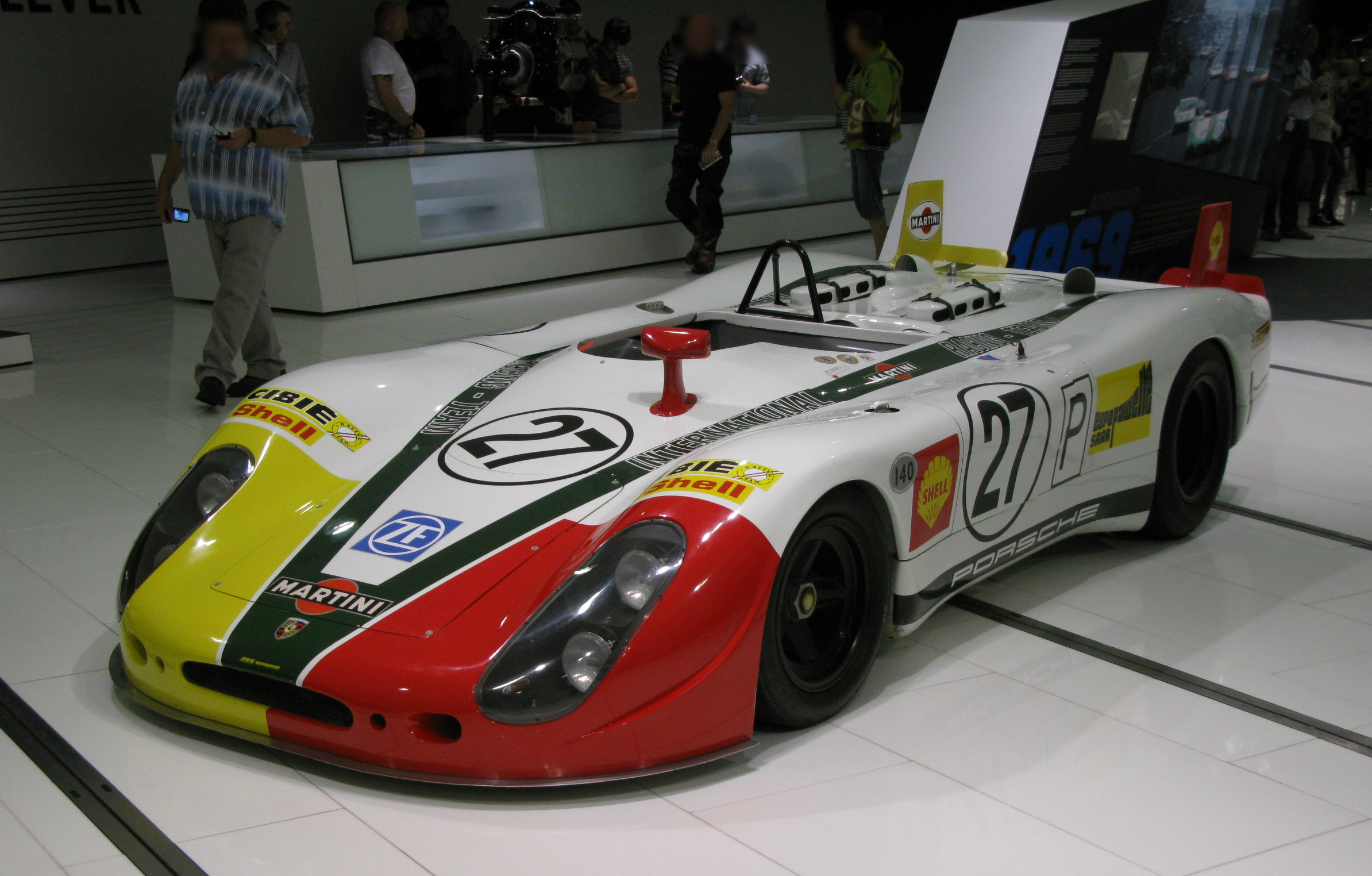
Der Porsche 908 Spyder Langheck mit dem Rudi Lins gemeinsam mit Helmut Marko 1970 Gesamtdritter beim 24-Stunden-Rennen von Le Mans wurde

Rudolf „Rudi“ Lins (* 28. Juni 1944 in Bludenz) ist ein ehemaliger österreichischer Autorennfahrer und Unternehmer.

## Karriere
Rudi Lins wurde schon in jungen Jahren mit dem Phänomen Automobil konfrontiert. Sein Vater führte in Bludenz eine Volkswagen-Vertragswerkstätte und war einer der ersten Porsche-Händler Österreichs. Lins selbst machte eine Ausbildung zum Kraftfahrzeugmeister und begann Mitte der 1960er-Jahre eine Karriere im Motorsport. Die ersten Renneinsätze finanzierte er über den elterlichen Betrieb. 1965 wurde er auf einem Porsche 356 österreichischer Sportwagenmeister und sicherte sich ab 1966 dreimal in Folge in den Titel eines österreichischen Bergmeisters. Als er 1967 auf einem Porsche 906 Carrera 6 die Europa-Bergmeisterschaft für Sportwagen gewann, war er längst Werksfahrer bei Porsche.
Auf der Rundstrecke wurde er Ende der 1960er-Jahre zu einem erfolgreichen Sportwagenpiloten und gehörte zum illustren Kreis der Porsche-Werkspiloten. 1968 wurde er gemeinsam mit Vic Elford auf einem Porsche 910 Zweiter beim 1000-km-Rennen von Paris und 1969 mit Richard Attwood Vierter beim 1000-km-Rennen auf dem Nürburgring sowie mit Joe Buzzetta Dritter beim 6-Stunden-Rennen von Watkins Glen. Beide Male war ein Porsche 908 das Einsatzfahrzeug. Seinen größten internationalen Erfolg feierte der Vorarlberger 1970 beim 24-Stunden-Rennen von Le Mans, wo er als Partner von Helmut Marko den dritten Rang in der Gesamtwertung belegte.
Nach dem 1000-km-Rennen von Zeltweg 1971, das er gemeinsam mit Erwin Kremer als Zehnter beendete, erklärte er überraschend seinen Rücktritt. Die nächsten Jahre verbrachte er mit Abenteuerreisen und übernahm Mitte der 1970er-Jahre das elterliche Autohaus.

## Statistik

### Le-Mans-Ergebnisse
| Jahr | Team                         | Fahrzeug                | Teamkollege     | Platzierung            | Ausfallgrund     |
| ---- | ---------------------------- | ----------------------- | --------------- | ---------------------- | ---------------- |
| 1968 | Àlex Soler-Roig              | Porsche 907/8           | Àlex Soler-Roig | Ausfall                | Ölleck           |
| 1969 | Porsche System Engineering   | Porsche 908L            | Willi Kauhsen   | Ausfall                | Kupplungsschaden |
| 1970 | Martini International Racing | Porsche 908/02 Langheck | Helmut Marko    | Rang 3 und Klassensieg |                  |

### Sebring-Ergebnisse
| Jahr | Team                    | Fahrzeug        | Teamkollege     | Platzierung | Ausfallgrund |
| ---- | ----------------------- | --------------- | --------------- | ----------- | ------------ |
| 1968 | Valvoline Oil Company   | Porsche 910     | Karl Foitek     | Ausfall     | Unfall       |
| 1969 | Escuderia Nacional S.C. | Porsche 907 2.2 | Àlex Soler-Roig | Rang 4      |              |
| 1970 | Porsche Audi            | Porsche 917K    | Hans Herrmann   | Ausfall     | Unfall       |

### Einzelergebnisse in der Sportwagen-Weltmeisterschaft
| Saison | Team                                                                      | Rennwagen                           | 1   | 2   | 3   | 4   | 5   | 6   | 7   | 8   | 9   | 10  | 11  | 12  | 13  | 14  | 15  | 16  | 17  | 18  | 19  | 20  |
| ------ | ------------------------------------------------------------------------- | ----------------------------------- | --- | --- | --- | --- | --- | --- | --- | --- | --- | --- | --- | --- | --- | --- | --- | --- | --- | --- | --- | --- |
| 1965   |                                                                           | Porsche 356                         | DAY | SEB | BOL | MON | MON | RTT | TAR | SPA | NÜR | MUG | ROS | LEM | REI | BOZ | FRE | CCE | OVI | NÜR | BRI | BRI |
| 1965   |                                                                           | Porsche 356                         |     |     |     |     |     |     |     |     |     |     | 10  |     |     |     |     |     |     |     |     |     |
| 1966   | ÖASC                                                                      | Porsche 904                         | DAY | SEB | MON | TAR | SPA | NÜR | LEM | MUG | CCE | HOK | SIM | NÜR | ZEL |     |     |     |     |     |     |     |
| 1966   | ÖASC                                                                      | Porsche 904                         |     |     |     |     |     |     |     | 5   |     |     |     |     |     |     |     |     |     |     |     |     |
| 1967   | ÖASC                                                                      | Porsche 906                         | DAY | SEB | MON | SPA | TAR | NÜR | LEM | HOK | MUG | BRH | CCE | ZEL | OVI | NÜR |     |     |     |     |     |     |
| 1967   | ÖASC                                                                      | Porsche 906                         |     |     |     |     |     |     |     |     |     | 6   |     |     |     |     |     |     |     |     |     |     |
| 1968   | Valvoline Racing Gerhard Koch Porsche Àlex Soler-Roig                     | Porsche 910 Porsche 908 Porsche 907 | DAY | SEB | BRH | MON | TAR | NÜR | SPA | WAT | ZEL | LEM |     |     |     |     |     |     |     |     |     |     |
| 1968   | Valvoline Racing Gerhard Koch Porsche Àlex Soler-Roig                     | Porsche 910 Porsche 908 Porsche 907 |     | DNF | 9   | 4   | 9   | 20  | 5   |     | DNF | DNF |     |     |     |     |     |     |     |     |     |     |
| 1969   | Escuderia Nacional German Racing Porsche Gérard Larrousse Porsche Holding | Porsche 907 Porsche 908 Porsche 911 | DAY | SEB | BRH | MON | TAR | SPA | NÜR | LEM | WAT | ZEL |     |     |     |     |     |     |     |     |     |     |
| 1969   | Escuderia Nacional German Racing Porsche Gérard Larrousse Porsche Holding | Porsche 907 Porsche 908 Porsche 911 | DNF | 4   | DNF |     | 21  | 13  | 4   | DNF | 3   | 5   |     |     |     |     |     |     |     |     |     |     |
| 1970   | Porsche Martini Racing                                                    | Porsche 917 Porsche 908             | DAY | SEB | BRH | MON | TAR | SPA | NÜR | LEM | WAT | ZEL |     |     |     |     |     |     |     |     |     |     |
| 1970   | Porsche Martini Racing                                                    | Porsche 917 Porsche 908             | DNF | DNF |     | 14  | 13  | 9   | 6   | 3   | 7   | 3   |     |     |     |     |     |     |     |     |     |     |
| 1971   | Martini Racing Joseph Greger Kremer Racing                                | Porsche 917 Porsche 910 Porsche 911 | BUA | DAY | SEB | BRH | MON | SPA | TAR | NÜR | LEM | ZEL | WAT |     |     |     |     |     |     |     |     |     |
| 1971   | Martini Racing Joseph Greger Kremer Racing                                | Porsche 917 Porsche 910 Porsche 911 |     | DNF |     |     |     |     |     | 11  |     | 10  |     |     |     |     |     |     |     |     |     |     |